# La Maison dans la dune (film, 1934)
Pour les articles homonymes, voir La Maison dans la dune (homonymie).
Pour plus de détails, voir Fiche technique et Distribution.
La Maison dans la dune est un film français réalisé par Pierre Billon, sorti en 1934.

## Fiche technique
- Titre : La Maison dans la dune
- Réalisation : Pierre Billon
- Scénario et dialogues : Charles Spaak, d'après La Maison dans la dune de Maxence Van der Meersch
- Photographie : Christian Matras et Armand Thirard
- Musique : Georges Van Parys
- Directeur de production : Christian Stengel
- Société de production : Compagnie Générale de Production Cinématographique
- Distribution : SEDIF Productions (Société d'Exploitation et de Distribution de Films)
- Pays de production :  France
- Langue : Français
- Format : Noir et blanc - 1,37:1 - Mono - 35 mm
- Genre : Film dramatique
- Durée : 100 minutes
- Date de sortie :
  - France : 3 août 1934

## Distribution
- Madeleine Ozeray : Pascaline
- Pierre Richard-Willm : Sylvain
- Thomy Bourdelle : Lourges
- Colette Darfeuil : Germaine
- Raymond Cordy
- Geno Ferny
- Ginette Leclerc
- Roger Legris
- Franck Maurice
- Teddy Michaud
- Robert Ozanne
- Alexandre Rignault
- Raymond Rognoni
- Made Siamé
- Odette Talazac